# Follow the Boys
Follow the Boys é um filme norte-americano de 1944, do gênero comédia musical, dirigido por A. Edward Sutherland e estrelado por George Raft e Vera Zorina.